# Inglaterra anglo-saxã
Inglaterra anglo-saxã é um termo que se refere ao período da história da Inglaterra que vai do fim da Britânia romana e o estabelecimento dos reinos anglo-saxões, no século V, até a conquista normanda da Inglaterra, em 1066. Anglo-saxão é um termo abrangente para designar os colonos germânicos que invadiram a Grã-Bretanha durante os séculos V e VI, incluindo os anglos, saxões, frísios e jutos.
A Inglaterra anglo-saxã, até o século IX, era dominada pela Heptarquia, os reinos de Nortúmbria, Mércia, Ânglia Oriental, Essex, Kent, Sussex e Wessex. Estes reinos foram pagãos durante o período inicial, porém foram cristianizados durante o século VII. O paganismo teve seu último bastião durante o período da hegemonia mércia durante a década de 640, e que foi interrompida com a morte do rei Penda em 655.
A Casa de Wessex se tornou dominante durante o século IX, e passou a lidar com a ameaça das invasões viquingues, que foram combatidas com sucesso por Alfredo, o Grande. Durante o século X os reinos individuais foram unificados sob o domínio de Wessex, formando o Reino da Inglaterra, que se opunha ao Danelaw, a união dos reinos viquingues estabelecidos deste o século IX no Norte da Inglaterra e na região das Midlands Orientais. Todo o reino da Inglaterra sucumbiu à invasão dinamarquesa em 1013, e passou a ser governado pela Casa de Knýtlinga até 1042, quando a Casa de Wessex, anglo-saxã, foi restaurada, e deteve o poder até 1066, quando o último rei anglo-saxão, Haroldo II de Inglaterra, foi morto durante a Batalha de Hastings.